# Dasyandantha cuatrecasasiana
 Dasyandantha cuatrecasasiana  (Aristeg.) H.Rob., 1993 è una pianta angiosperma dicotiledone della famiglia delle Asteraceae. Dasyandantha cuatrecasasiana è anche l'unica specie del genere Dasyandantha  H.Rob., 1993.

## Etimologia
Il nome del genere (Dasyandantha) è un insieme di tre parole: "dasys" (= albero verbenaceo tropicale americano), "antha" (= fiore) e "and" che fa riferimento alla catena delle Ande (luogo di origine di queste piante).
Il nome scientifico della specie è stato definito per la prima volta dai botanici Leandro Aristeguieta (1923-) e Harold Ernest Robinson (1932-2020) nella pubblicazione " Proceedings of the Biological Society of Washington" ( Proc. Biol. Soc. Washington 106(4): 778) del 1993. Il nome scientifico del genere è stato definito per la prima volta nella stessa pubblicazione.

## Descrizione
L'habitus di queste piante è di tipo piccolo-arboreo (altezza massima 6 metri). In queste piante è presente una pubescenza di tipo lanoso per peli semplici. Gli organi interni contengono lattoni sesquiterpenici.
Le foglie lungo il caule sono disposte in modo alternato. La forma della lamina, brevemente picciolata, è semplice (obovata) con base strettamente cuneata e apici brevemente acuti. I margini sono interi o con piccoli e minuti denti mucronati; la consistenza è subcoriacea. Le venature della pagina fogliare sono di tipo pennato. La faccia superiore è densamente pelosa; quella inferiore è finemente vellutata. Dimensione delle foglie: larghezza 10 cm; lunghezza 30 cm. Lunghezza del picciolo: 1 cm.
Le infiorescenza, terminali oppure ascellari, sono composte da capolini in densi agglomerati piramidali di tipo tirsoide-panicolato. I capolini, omogami, discoidi e sessili, sono composti da un involucro ampiamente campanulato formato da circa 30 brattee embricate in circa 4 serie che fanno da protezione al ricettacolo sul quale s'inseriscono i fiori tubulosi. Le brattee interne dell'involucro sono decidue. Il ricettacolo è privo di pagliette. Ampiezza dell'involucro: 0,3 - 0,4 cm.
I fiori, circa 12 per capolino, sono tetra-ciclici (ossia sono presenti 4 verticilli: calice – corolla – androceo – gineceo) e pentameri (ogni verticillo ha in genere 5 elementi). I fiori sono inoltre ermafroditi e actinomorfi (raramente possono essere zigomorfi).
- Formula fiorale:

*/x K {\displaystyle \infty }, [C (5), A (5)], G 2 (infero), achenio
- Calice: i sepali del calice sono ridotti ad una coroncina di squame.
- Corolla: le corolle sono formate da uno stretto tubo terminante in 5 lobi triangolari a volte fortemente ricurvi; la gola è evidente e allargata e all'interno è pelosa; il colore è bianco; la superficie può essere sia pubescente che glabra.
- Androceo: gli stami sono 5 con filamenti liberi e distinti, mentre le antere sono saldate in un manicotto (o tubo) circondante lo stilo.[12] Le antere, sagittate, sono caudate e speronate (ma non sono sclerificate) e sono senza ghiandole. Le appendici delle antere sono sclerificate e glabre. Il polline è tricolporato (con tre aperture sia di tipo a fessura che tipo isodiametrica o poro), è echinato (con punte) ma non "lophato".[13]
- Gineceo: lo stilo è filiforme e provvisto di nodi. Gli stigmi dello stilo sono due divergenti e smussati con la superficie stigmatica posizionata internamente (vicino alla base). La pubescenza è del tipo a spazzola con peli smussati.[14] L'ovario è infero uniloculare formato da 2 carpelli.

I frutti sono degli acheni con pappo. Gli acheni, a forma da cilindrica a prismatica e con 8 coste (non sono bicornuti), hanno la superficie sericea o con ghiandole puntate. Il "carpopodium" (carpoforo) è visibile. All'interno si può trovare del tessuto di tipo idioblasto e rafidi allungati (o possono mancare); non è presente il tessuto tipo fitomelanina. Il pappo, biseriato, è formato internamente da setole capillari fragili e decidue; la parte più esterna è formata da corte e strette squame.

## Biologia
- Impollinazione: l'impollinazione avviene tramite insetti (impollinazione entomogama tramite farfalle diurne e notturne).
- Riproduzione: la fecondazione avviene fondamentalmente tramite l'impollinazione dei fiori (vedi sopra).
- Dispersione: i semi (gli acheni) cadendo a terra sono successivamente dispersi soprattutto da insetti tipo formiche (disseminazione mirmecoria). In questo tipo di piante avviene anche un altro tipo di dispersione: zoocoria. Infatti gli uncini delle brattee dell'involucro si agganciano ai peli degli animali di passaggio disperdendo così anche su lunghe distanze i semi della pianta.

## Distribuzione e habitat
Le piante di questo gruppo sono distribuite in Venezuela.

## Tassonomia
La famiglia di appartenenza di questa voce (Asteraceae o Compositae, nomen conservandum) probabilmente originaria del Sud America, è la più numerosa del mondo vegetale, comprende oltre 23.000 specie distribuite su 1.535 generi, oppure 22.750 specie e 1.530 generi secondo altre fonti (una delle checklist più aggiornata elenca fino a 1.679 generi). La famiglia attualmente (2021) è divisa in 16 sottofamiglie.

### Filogenesi
Le piante di questo gruppo appartengono alla sottotribù Piptocarphinae descritta all'interno della tribù Vernonieae Cass. della sottofamiglia Vernonioideae Lindl.. Questa classificazione è stata ottenuta ultimamente con le analisi del DNA delle varie specie del gruppo. Da un punto di vista filogenetico in base alle ultime analisi sul DNA la tribù Vernonieae è risultata divisa in due grandi cladi: Muovo Mondo e Vecchio Mondo. I generi di Piptocarphinae appartengono al clade relativo all'America.
La sottotribù, e quindi i suoi generi, si distingue per i seguenti caratteri:
- le foglie basali non sono né di tipo ericoide e neppure embricate;
- la disposizione delle foglie lungo il caule è sia opposta che alternata;

- i capolini in genere hanno pochi fiori (meno di 20).

Altre caratteristiche, ritenute in passato più significative, come le punte smussate dei peli dello stilo e i peli stellati, ora sono considerate caratteristiche secondarie o “deboli”.
In precedenza la tribù Vernonieae, e quindi la sottotribù (Piptocarphinae) di questo genere, era descritta all'interno della sottofamiglia Cichorioideae. Alle analisi del DNA la sottotribù appare parafiletica e con le sottotribù Vernoniinae, Lepidaploinae e Elephantopinae forma un "gruppo fratello".
I caratteri distintivi per le specie di questo genere ( Dasyandantha) sono:
- la corolla è molto pelosa internamente;
- il pappo è composto da persistenti setole capillari;
- la base dello stilo è provvista di nodi.

### Sinonimi
Sono elencati alcuni sinonimi per questa entità:
- Piptocarpha cuatrecasasiana (Aristeg.) V.M.Badillo
- Vernonia cuatrecasasiana  Aristeg.